# ジョン・マーク

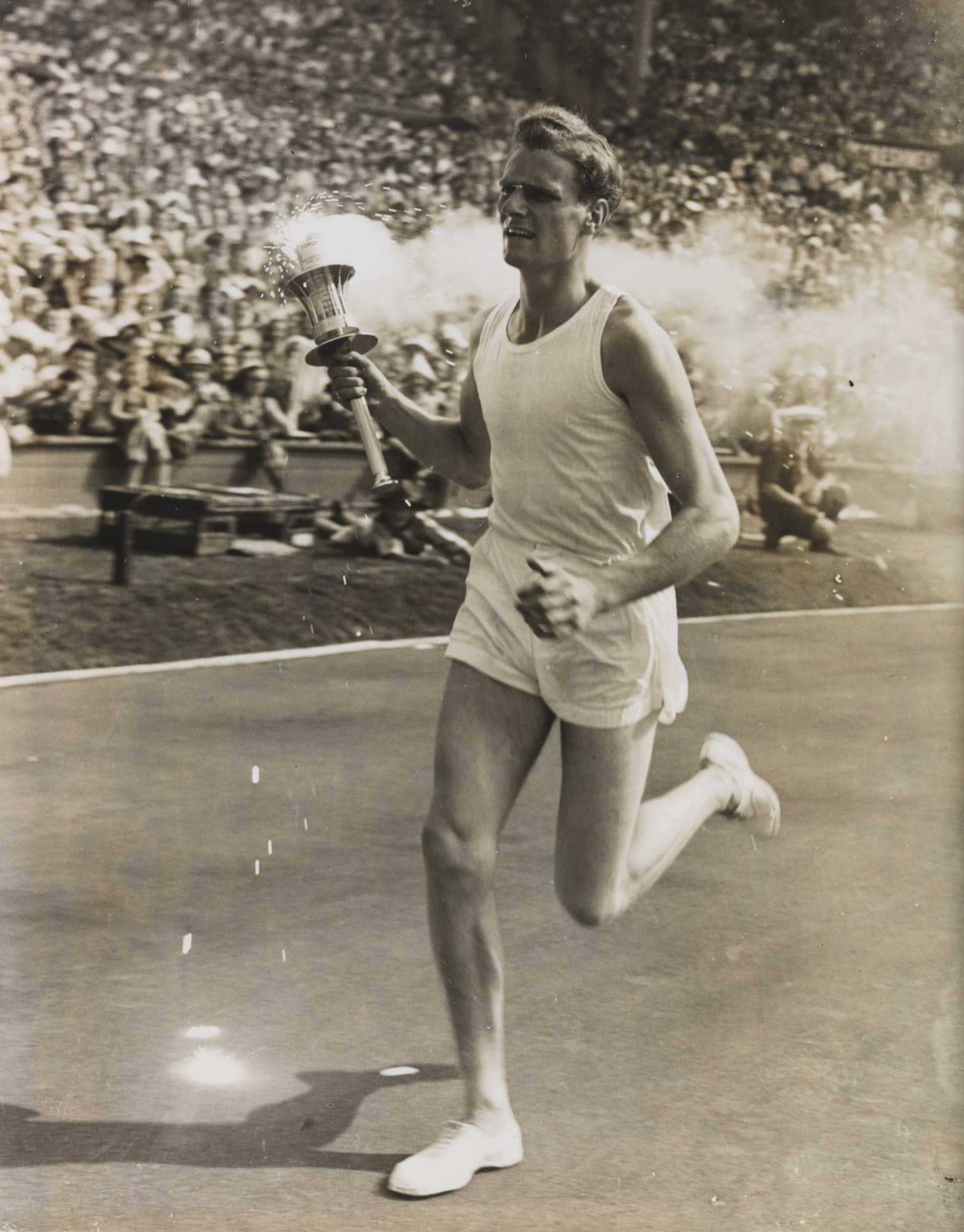
1948年ロンドンオリンピックで最終聖火ランナーを務めるジョン・マーク

ジョン・マーク（John Mark、1925年8月16日 - 1991年12月8日）はイギリスのアスリート。1948年ロンドンオリンピックにおいて聖火の点火を行ったことで知られる。

## 経歴
Cranleigh Schoolで教育を受け、そこで陸上競技の才能を発揮した。その後はケンブリッジ大学へ進学した。ケンブリッジ在学時は著名な陸上選手やラグビーのフォワードであったが、怪我によりブルーを得ることはできなかった。Cambridge University Athletic Clubの会長を務めた。
1947年のAAAにおいて440ヤードに出場し4位となりパリで行われる400mのイギリス代表に選出された。AAAのリレー競技において2つの銀メダルを獲得している。
1947年の終わりごろ、来たるロンドンオリンピックの400m走の候補者に残っており、このときの彼のオリンピック選手としての見た目が開会式における聖火の点火者の選出につながった。1948年7月29日、ウェンブリー・スタジアムへ聖火を運び、特別にデザインされたボウルへ点火を行った。
オリンピック終了後は引退までハンプシャーのLissでGPとして働き、脳卒中により亡くなった。